# M. B. Paul
Morrison B. Paul, auch MB Paul, (* 30. September 1909 in Kalifornien; † 26. Februar 1993 in Riverside) war ein US-amerikanischer Filmtechniker, der vor allem im Bereich Spezialeffekte und fotografische Effekte tätig war. Auf der Oscarverleihung 1950 wurde er mit einem Oscar für technische Verdienste ausgezeichnet.

## Leben
Im Jahr 1937 wirkte M. B. Paul als Standfotograf an dem Mysteryfilm The League of Frightened Men von Alfred E. Green mit, in dem Walter Connolly den Privatdetektiv Nero Wolfe spielte. Diese Aufgabe übernahm er auch in dem Action-Abenteuerfilm The Prairie von 1947 nach einem Roman von James Fenimore Cooper, sowie in zwei musikalischen Komödien von Arthur Dreifuss: An Old-Fashioned Girl mit Gloria Jean und Shamrock Hill mit Peggy Ryan (beide 1949).
Paul, der zu den Filmtechnikpionieren in Hollywood zählte, wurde auf der Oscarverleihung 1950 mit einem Technical Achievement Award ausgezeichnet „für die ersten gelungenen großflächigen nahtlos scheinenden Hintergrundaufnahmen“ („For the first successful large-area seamless translucent backgrounds“).
Für das 1962 erschienene Filmdrama Der König von Hawaii mit Charlton Heston, Yvette Mimieux und George Chakiris sowie die Filmkomödie Sexy! mit James Garner und Kim Novak aus demselben Jahr war Paul wiederum als Standfotograf tätig. In den Jahren 1963/1964 arbeitete er dann noch im fotografischen Bereich sowie im Bereich optische Effekte für 17 Folgen der Fernsehserie The Outer Limits und stand 1965 als Chef hinter der Kamera für den 1969 uraufgeführten Thriller Big Daddy mit Victor Buono und Joan Blondell.

## Filmografie
Standfotografie, Camera und Electrical Departement und *Spezialeffekte
- 1937: The League of Frightened Men
- 1947: The Prairie
- 1948: Man From Texas
- 1948: Ohne Erbarmen (Ruthless)
- 1949: An Old-Fashioned Girl
- 1949: Shamrock Hill
- 1949: Alimony
- 1962: Der König von Hawaii (Diamond Head)
- 1962: Sexy! (Boys’ Night Out)
- 1963: The Outer Limits (Fernsehserie, 1 Folge Fotografie, 16 Folgen *Spezialeffekte)
- 1969: Big Daddy (Chefkamera)

## Auszeichnung
Oscar für technische Verdienste Klasse III
- Oscarverleihung 1950